# Somsak Jeamteerasakul
Somsak Jeamteerasakul (tiếng Thái: สมศักดิ์ เจียมธีรสกุล) là một học giả Nhà sử học người Thái và Thái Lan tại Đại học Thammasat. Lĩnh vực học thuật của ông là lịch sử chính trị đương đại, đặc biệt là lịch sử gần đây của Thái Lan từ năm 1930. Ông là người chỉ trích chế độ quân chủ Thái Lan và luật khi quân phạm thượng Thái Lan. Ông ta đã sống lưu vong tự do ở Pháp kể từ cuộc đảo chính Thái Lan 2014, sau các cuộc tấn công bạo lực và các cáo buộc tội khi quân. Hiện tại, ông đang tị nạn tại Pháp.

## Tiểu sử
Somsak Jeamteerasakul sinh ngày 22 tháng 6 năm 1958. Anh tốt nghiệp trung học tại Trường Suankularb Wittayalai và Đại học Thammasat. Somsak đã quan tâm đến chính trị kể từ khi anh ấy là một đại diện học sinh trong quá trình học trung học của mình. Anh là một thủ lĩnh sinh viên và có mặt tại khuôn viên trường trong vụ thảm sát Đại học Thammasat ngày 6 tháng 10 năm 1976. Ông bị bắt giữ và giam tù 2 năm.
Somsak Jeamteerasakul đã hoàn thành tiến sĩ tại Đại học Monash ở Australia. Luận án tiến sĩ Phong trào cộng sản ở Thái Lan được xuất bản năm 1991. Trong những năm 1990 và đầu những năm 2000, Somsak đã viết rất nhiều và phê phán về vai trò của chế độ quân chủ. Ông đã công khai chỉ trích cả Rama VII và Rama IX cả hai người mà Somsak cho là đã cản trở sự phát triển của nền dân chủ ở Thái Lan. Các nhóm bảo hoàng đã cáo buộc ông cố gắng "lật đổ chế độ quân chủ". Somsak đã phủ nhận cáo buộc trong một tuyên bố báo chí, trong đó anh ta nói rõ ràng, "Mỗi tuyên bố công khai và tác phẩm viết của tôi đều được đặt trên cơ sở giả định về sự tiếp tục của chế độ quân chủ."